# Cybianthus lepidotus
Cybianthus lepidotus är en viveväxtart som först beskrevs av Henry Allan Gleason, och fick sitt nu gällande namn av G.Agostini. Cybianthus lepidotus ingår i släktet Cybianthus, och familjen viveväxter. Inga underarter finns listade i Catalogue of Life.